# Església de l'Hospital de Santa Magdalena
L'Església de l'Hospital de Santa Magdalena de Montblanc és un edifici religiós d'art gòtic totalment lligat al contigu antic Hospital de Santa Magdalena per història i construcció. De fet, interiorment ambdós edificis estan separats només per un petit pati.
L'església, d'art gòtic, té una nau única molt més ampla que llarga (10,8 x 18 m.). Aquesta nau no presenta absis diferenciat i està reforçada per tres grans diafragmàtics que suporten una estructura d'embigats de fusta a dos aigües. En el mur nord hi ha tres arcs apuntats força baixos, a més d'una capella afegida a l'estructura inicial, la qual té una volta de creueria perfectament tallada. Totes les obres d'art moble foren destruïdes el 1936.